# عدالة - المركز القانوني لحماية حقوق الأقلية العربية في إسرائيل
عدالة - المركز القانوني لحماية حقوق الأقلية العربية في إسرائيل هي منظمة لحقوق الإنسان ومركز قانوني مستقل ومُسجَّل في إسرائيل كجمعية غير ربحيّة. تأسست عام 1996 ومقرها في مدينة حيفا.

## هدف المنظمة
أهداف «عدالة» هي «تحقيق الحقوق الفردية والجماعية للأقلية العربية الفلسطينية الموجودة في إسرائيل» 
تركز المنظمة على الدفاع وتعزيز حقوق المواطنين الفلسطينيين في الداخل في عديد من المجالات، أهمها:
1. حقوق الأراضي، التخطيط والمسكن
2. الحقوق المدنيّة
3. الحقوق السياسية
4. الحقوق الثقافية
5. الحقوق الدينية
6. حقوق النساء
7. حقوق الأسرى

منذ عام 1967، بدأت المنظمة في الدفاع أيضا عن الفلسطينيين المتواجدين تحت الاحتلال، عن طريق المرافعة في المحاكم الإسرائيلية والدولية في القضايا التي تخص الحماية الحقوقية بحسب القانون الدولي لحقوق اللإنسان.

## عمل المنظمة
- تقديم دعاوى والتماسات للمحاكم الإسرائيلية ولسلطات الدولة في القضايا المتعلقة بالشعب الفلسطيني
- حضورومشاركة المؤتمرات والندوات الدولية
- تقديم استشارات قانونية شخصية، لكل من الأفراد، الجمعيات، والمؤسسات الفلسطينية
- تنظيم ندوات، أمسيات معلوماتية وورش عمل للعامة
- التحدث للإعلام المحلي والدولي
- تقديم تدريبات للمحامين والمحامين المتدربين في مجال حقوق الإنسان[4]